# Ämåsjön
Ämåsjön är en sjö i Orsa kommun i Dalarna och ingår i Dalälvens huvudavrinningsområde. Sjön har en area på 2,99 kvadratkilometer och ligger 521 meter över havet. Sjön avvattnas av Ämån till Oreälven.
Omgivningarna består av skogs- och myrmark, och hyser nästan ingen bebyggelse. Jämtån är ett tillflöde.
Vid sjöns norra stad finns ett gammalt stenkummel, på den östra stranden finns en gammal tomtning, där det tidigare legat en fäbodvall. Enligt en sägen skall en finne och hans hustru mördats av en rövare på en holme i sjön, och deras barn räddat sig i sista stund genom att springa till Neckådalen ett par mil härifrån.
Längs Ämåsjöns västra strand ligger en spolformig udde, nästan skild från fastlandet. Här låg tidigare Ämåsjövallen, som övergavs som fäbod omkring 1900.

## Delavrinningsområde
Ämåsjön ingår i delavrinningsområde (682253-142626) som SMHI kallar för Utloppet av Ämåsjön. Medelhöjden är 563 meter över havet och ytan är 28,43 kvadratkilometer. Räknas de 3 avrinningsområdena uppströms in blir den ackumulerade arean 72,25 kvadratkilometer. Ämån som avvattnar avrinningsområdet har biflödesordning 3, vilket innebär att vattnet flödar genom totalt 3 vattendrag innan det når havet efter 387 kilometer. Avrinningsområdet består mestadels av skog (71 procent) och sankmarker (14 procent). Avrinningsområdet har 3,02 kvadratkilometer vattenytor vilket ger det en sjöprocent på 10,6 procent.